# Amanda Bearse
Amanda Bearse est une actrice et réalisatrice américaine née le 9 août 1958 à Winter Park en Floride (États-Unis).

## Biographie

### La sérieMariés deux enfants
Son rôle le plus connu est celui du personnage de Marcy Rhoades D'Arcy, dans la série télévisée Mariés, deux enfants, où elle jouait la voisine, amie de la famille, et vice-présidente de la banque du lieu de la fiction, de 1987 à 1997 (soit, 237 épisodes). 

#### Tandem avec Ted McGinley
En 1989, son personnage se marie. Elle formera alors un couple à l'écran, avec Ted McGinley, jusqu'à la fin de la série en 1997.

### Réalisation
Amanda Bearse a eu l'occasion de réaliser quelques épisodes de Mariés deux enfants. 
Elle a réalisé également des épisodes de Dharma et Greg et de Nikki.

### Vie privée
En 1993, Amanda Bearse a fait son coming out en tant que lesbienne. Elle a adopté une fille, Zoe.
Elle est mariée à Carrie Schenken, depuis 2010. 

## Filmographie sélective

### Actrice (TV et cinéma)
- 1983 : First Affair : Karen
- 1984 : Protocol Soap Opera Actor
- 1985 : Vacances de folie (Fraternity Vacation) : Nicole Ferret
- 1985 : Vampire, vous avez dit vampire? (Fright Night) : Amy Peterson
- 1986 : Hôtel : Jean Haywood
- 1987 à 1997 : Mariés, deux enfants : Marcy D'Arcy
- 1988 : Goddess of Love (en): Cathy
- 1990 : The Earth Day Special : Marcy D'Arcy
- 1992 : Likely Suspects (1 episode)
- 1994 : Out There 2 : Host
- 1995 : The Doom Generation : la barmaid
- 1995 : Les Monstres (Here Come the Munsters) : Mme Pearl
- 2001 : Nikki : Marcy Rhoades
- 2003 : Give or Take an Inch : Charlotte
- 2005 : Here! Family
- 2007 : Totally Baked : La présidente
- 2011 : Drop Dead Diva (2 episodes) : Mme le juge Jodi Corliss
- 2013 : Anger Management (1 episode) : Rita